# تشيبو تشانغ
تشيبو تشانغ (بالإنجليزية: Chipo Chung)‏، هي مُمثلة وناشطة زيمبابوية.

## روابط خارجية
تشيبو تشانغ على موقع IMDb (الإنجليزية)
- تشيبو تشانغ على موقع قاعدة بيانات الفيلم (الإنجليزية)